# 二条氏 (一乗院)
二条氏（にじょうし）は、平安時代末期から江戸時代末期まで興福寺一乗院の坊官を務めた氏族。

## 概要
二条氏の祖は平安時代末期の二条法印藤原隆兼であるとされる。隆兼から弘長元年（1261年）6月30日に死去した法橋宣乗までと、永仁3年（1295年）5月23日に死去した法橋源乗から応永10年（1403年）3月5日に死去した法橋憲乗までの系譜が不明となっているが、一氏相伝で平安時代から江戸時代まで興福寺一乗院の坊官であったことは確実である。『二条宴乗日記』など、当主は日記を残しており、それらは当時の情勢を知る上で重要な一次史料である。